# Syndrome de Ramsay Hunt de type 2
Pour les articles homonymes, voir Syndrome de Ramsay Hunt.
 Mise en garde médicale
Le syndrome de Ramsay Hunt de type 2, également connu sous le nom d'herpes zoster oticus, se présente généralement par une paralysie faciale unilatérale, des douleurs auriculaires et de petites cloques à proximité ou dans le conduit auditif externe. Chez certains, il n'y a pas ou seulement des cloques dans la bouche[pas clair],. Cela peut être précédé de fatigue et de fièvre.

## Cause
Elle est causée par une réactivation du virus varicelle-zona dans le ganglion géniculé, un faisceau de cellules nerveuses du nerf facial. Les éléments déclencheurs peuvent être un stress physiologique ou un état d'immunodépression.

## Diagnostic
Le diagnostic est généralement basé sur les symptômes ; bien que tester les cloques puisse être utile, surtout en cas de doute diagnostic. Il s'agit d'un type de zona.

## Traitement
Le traitement comprend généralement un antiviral comme le valaciclovir et des corticoïdes. Les efforts pour protéger l'œil du dessèchement comprennent l'utilisation d'un lubrifiant pour les yeux pendant la journée et de ruban adhésif pour fermer l'œil la nuit. Le vaccin contre le zona peut aider à prévenir l'affection avant que celle-ci n'apparaisse. Environ 70 % des personnes retrouvent une fonction faciale quasiment normale, bien que la récupération puisse prendre plusieurs mois. D'autres complications peuvent comprendre des douleurs (névralgie post-zostérienne).

## Fréquence
Le syndrome de Ramsay Hunt de type 2 affecte environ 5 personnes sur 100 000 par an. Bien qu'il se manifeste le plus souvent chez les septuagénaires et les octogénaires, il peut toucher n'importe quel âge.

## Histoire
La maladie a été décrite pour la première fois en 1907 par James Ramsay Hunt, d'après qui elle porte le nom,.

## Dans la culture populaire
En juin 2022, le chanteur Justin Bieber annonce via son compte Instagram qu'il souffre du syndrome de Ramsay Hunt qui lui paralyse le visage, l'oblige à annuler quelques dates de tournée et lui cause des difficultés à s'alimenter.